# Classement FICP 1990
Navigation
Édition précédente Édition suivante
Le classement FICP 1990 est la classement établit par la Fédération internationale du cyclisme professionnel (FICP) pour désigner le meilleur cycliste sur route professionnel de la saison 1990. L'Italien Gianni Bugno remporte le classement.

## Classement
| Classement | Coureur            | Points  |
| ---------- | ------------------ | ------- |
| 1          | Gianni Bugno       | 1904,20 |
| 2          | Claudio Chiappucci | 1069,00 |
| 3          | Charly Mottet      | 1054,60 |
| 4          | Miguel Indurain    | 1005,00 |
| 5          | Marino Lejarreta   | 999,75  |